# Aleiodes sexmaculativorax
Aleiodes sexmaculativorax är en stekelart som beskrevs av Fortier 2007. Aleiodes sexmaculativorax ingår i släktet Aleiodes och familjen bracksteklar. Inga underarter finns listade i Catalogue of Life.